# Chiesa di Santa Croce (Semproniano)

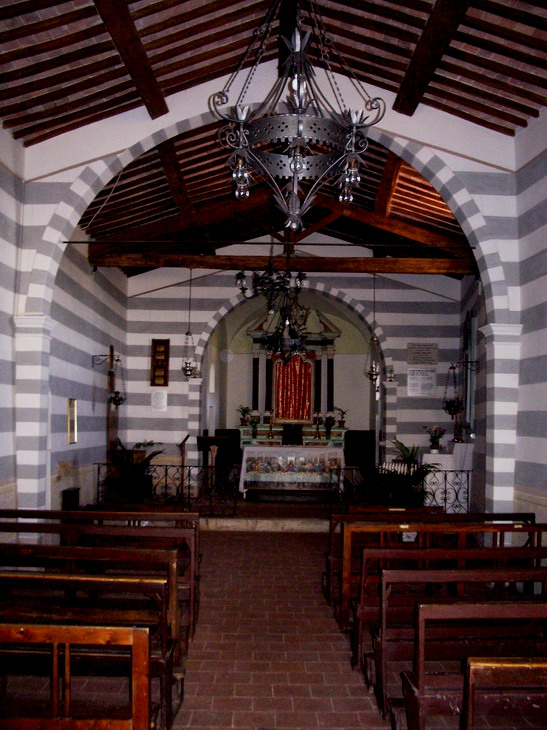
Interno della chiesa

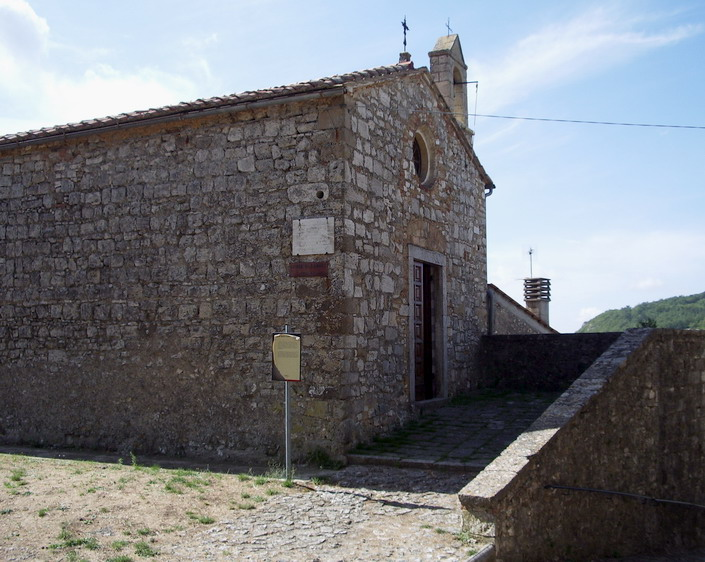
L'Oratorio di Santa Croce

La chiesa di Santa Croce è un edificio sacro situato a Semproniano.
È originaria del XII secolo, ma restaurata nel 1856 e nel 1957, come ricordato da due iscrizioni. Il portale è datato 1893, mentre l'interno, a pianta rettangolare e coperto a capriate, è ornato nelle pareti da un motivo a fasce orizzontali bianche e nere tipico del gusto neogotico.
Vi si conserva un espressivo "Crocifisso" ligneo medievale, onorato ogni venticinque anni con solenni festeggiamenti.